# Passy Ngah
Passy Ngah est une actrice, mannequin camerounaise. Elle est connue pour ses rôles dans les séries télévisées Madame... Monsieur et Les Secrets de l'Amour.

## Biographie

### Débuts
Passy Ngah commence sa carrière en 2011 en tant que mannequin professionnel avec l'agence Best Model Agency à Yaoundé. Elle défile pour plusieurs marques de haute couture et pose pour des photographes de renom comme Alain Ngann et William Nsai. En 2016, elle est choisie comme ll'égérie du festival Mode Créart. 
Elle fait ses premiers pas dans le cinéma en 2015 en participant à une formation sur le jeu d'acteur dans le cadre de la télé réalité DreamCast Show organisé par l'acteur camerounais Alain Bomo Bomo. Elle est la lauréate de la première saison de cette émission. Elle enchaine des petits rôles dans les films et séries et fait une apparition dans le film Braquage à  La Camerounaise d'Alain Bomo Bomo en 2018.

### Carrière
En 2019, Passy décroche son premier grand rôle dans le film Run, un court métrage réalisé par Rodrigue Fotso. En 2020, elle décroche le premier rôle dans plusieurs films sont Aline de Salem Kedy et Irrational Love de Chelsy Suzy. 2021, elle rejoint le casting de la seconde saison de la série à succès Madame Monsieur réalisée par Ebenezer Kepombia. Elle y joue le rôle d'Ekindi, la cousine de Passy.
En 2021, elle est nommée pour le prix de la meilleure comédienne de série aux Balafon 7 Awards pour son rôle dans la série Guerre des Sexes de Simon william Kum. La même année, elle apparait aux côtés de Benjamin Eyaga et Marie-Inès Ayonga dans la série Les Secrets de l'amour diffusée sur TV5 Monde.

## Filmographie

### Séries
- 2019: Scandale dans la Famille de Sergio Marcello
- 2019 : Au Nom De La Loi 2019 (Dominique Bihina/ Benjamin Eyaga)
- 2019 : Capitales Africaines(Yaoundé) de Jean Noel Bah
- 2020 : Guerre des Sexes de Simon William Kum
- 2021 : Madame... Monsieur (Saison 2) d’ Ebenezer Kepombia
- 2021 : Les Secrets de l'amour de Benjamin Eyaga
- 2022 : Victimes de Salem Kedy

### Films
- 2017 : Braquage à  La Camerounaise d'Alain Bomo Bomo
- 2019 : Run de Rodrigue Fotso
- 2019 : Innocent(e) de Frank Thierry Lea Malle
- 2020 : Irrational Love de Sandrine Ziba
- 2020 : Aline de Salem Kedy